# Sárga kérészgomba
A sárga kérészgomba (Bolbitius titubans) a kérészgombafélék családjába tartozó, Európában és Észak-Amerikában honos, korhadó növényi anyagokon élő, nem ehető gombafaj. 

## Megjelenése
A sárga kérészgomba kalapja 2-5 cm széles, fiatalon alakja tojásdad vagy majdnem gömbölyű, később harangszerűen, széles kúposan kiterül, idősen lapos lesz, közepén kis púp maradhat. Széle erősen bordázott, idősen berepedezik. Színe sötétsárga vagy zöldessárga (néha barnás vagy szürkés árnyalatú lehet), idősen kihalványodik, csak a közepe marad sárgán. Felülete nyálkás. Nincs különösebb szaga és íze.
Hús nagyon vékony, törékeny, vizenyős, színe sárgás. Szaga és íze nem jellegzetes. 
Sűrű, hasas, törékeny lemezei szabadon állók. Színük eleinte sárgás, majd okker-agyagszínűek, végül rozsdasárgák, szélük fehéres.
Tönkje 5-8 cm magas és 0,3-0,7 cm vastag. Alakja egyenletesen hengeres, vagy csúcsa felé kissé vékonyodó, törékeny. Színe  fehéres, a csúcsán sárgás. Felülete finoman pikkelyes, deres.
Spórapora rozsdabarna. Spórája nagyjából elliptikus, végén lecsapott; felülete sima, mérete 10-16 x 6-9 µm. 

### Hasonló fajok
A szürkés kérészgomba hasonlít hozzá, melynek szürkéslila, ibolyás színű a kalapja és lombos fák tuskóján terem. 

## Elterjedése és termőhelye
Európában és Észak-Amerikában honos. Magyarországon gyakori. 
Korhadó növényi anyagon él, trágyán, legelőn, parkban, fű között található meg. Eső után hamar kibújik, de a termőtest általában nem él sokkal tovább egy napnál.  Májustól októberig terem. 

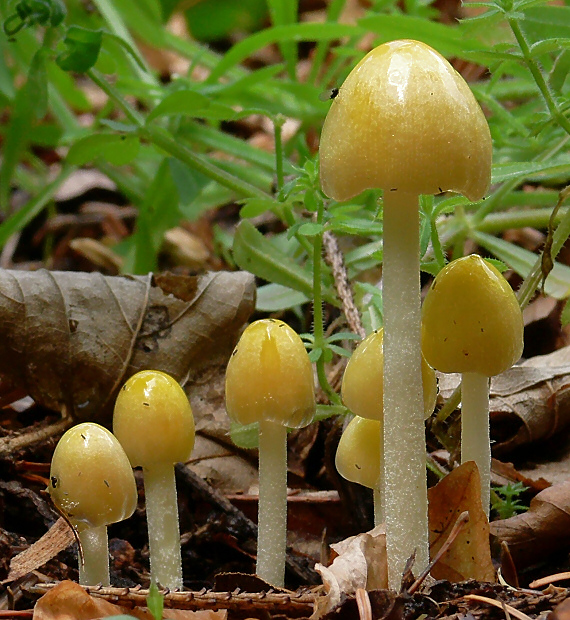
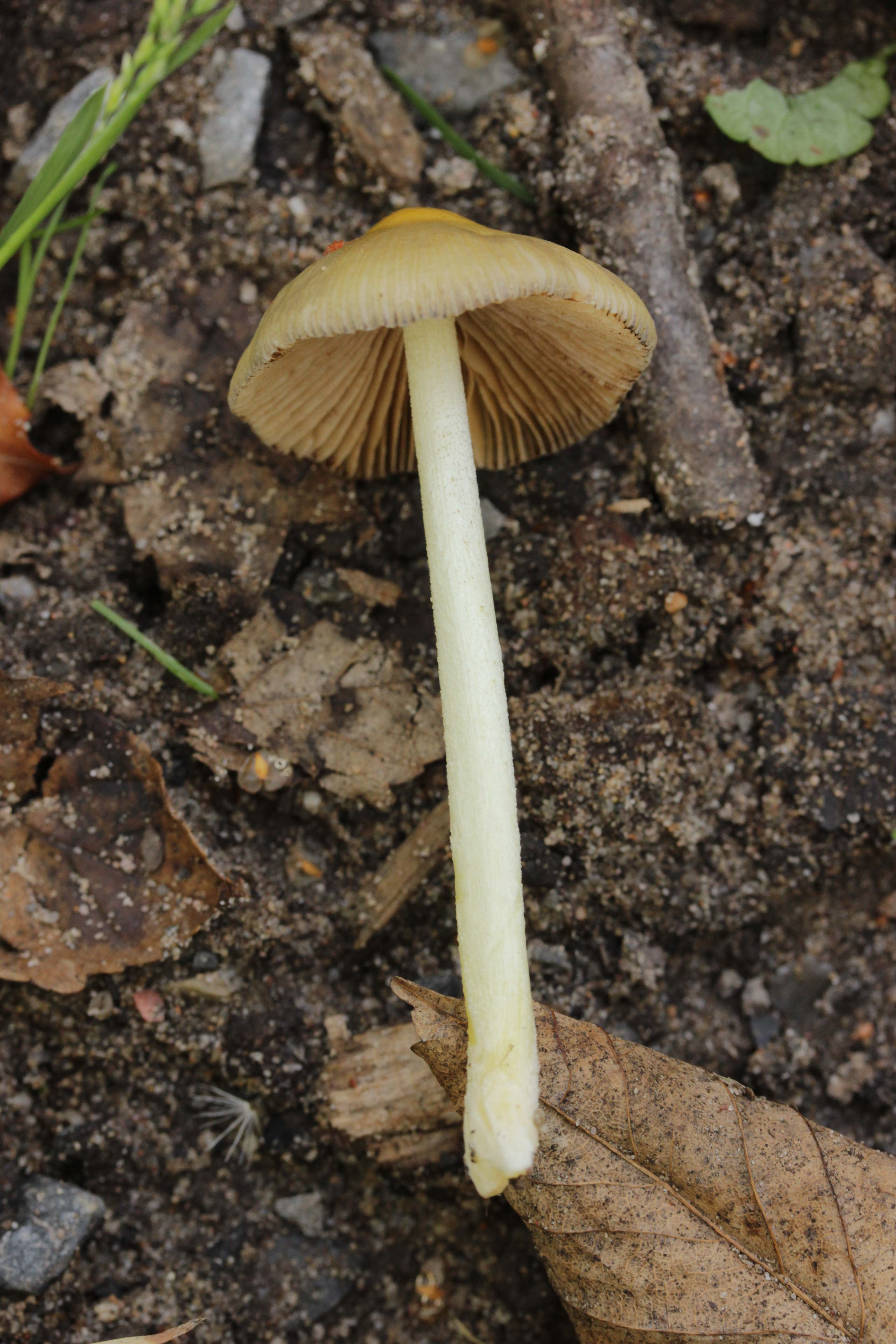
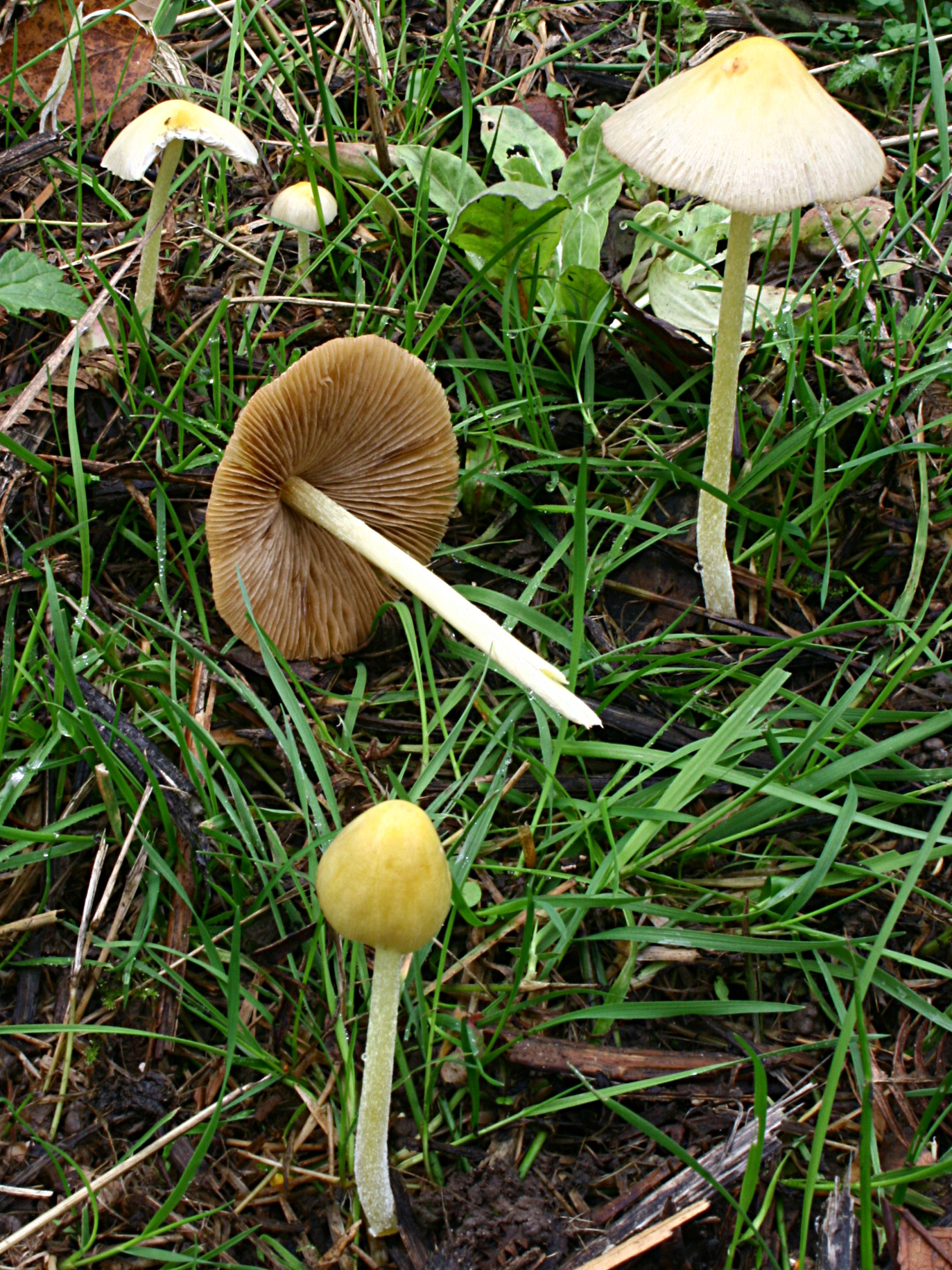
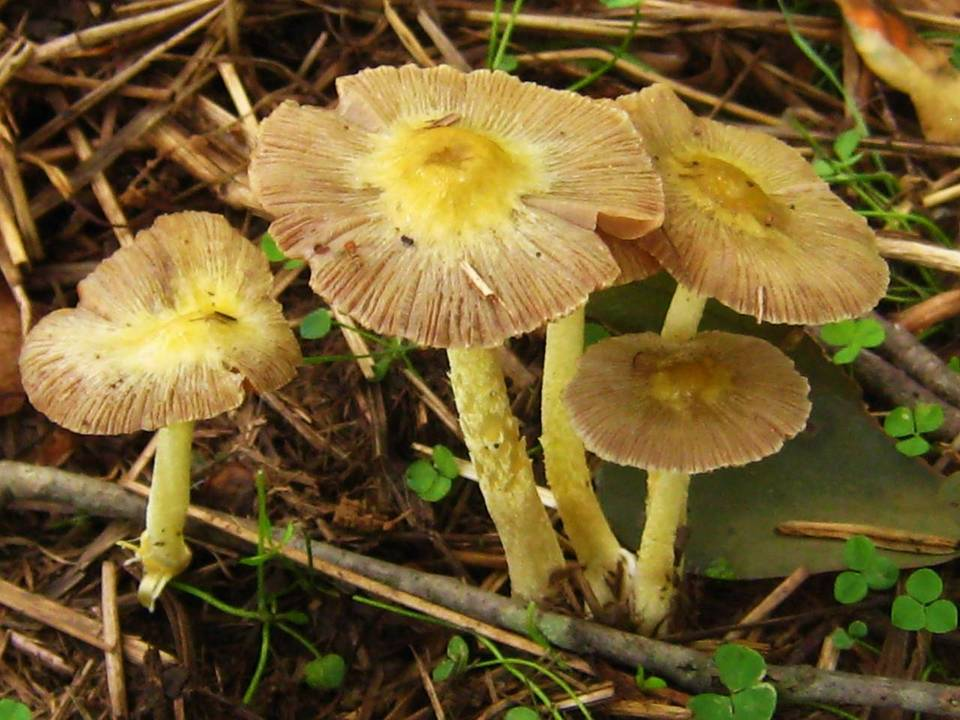
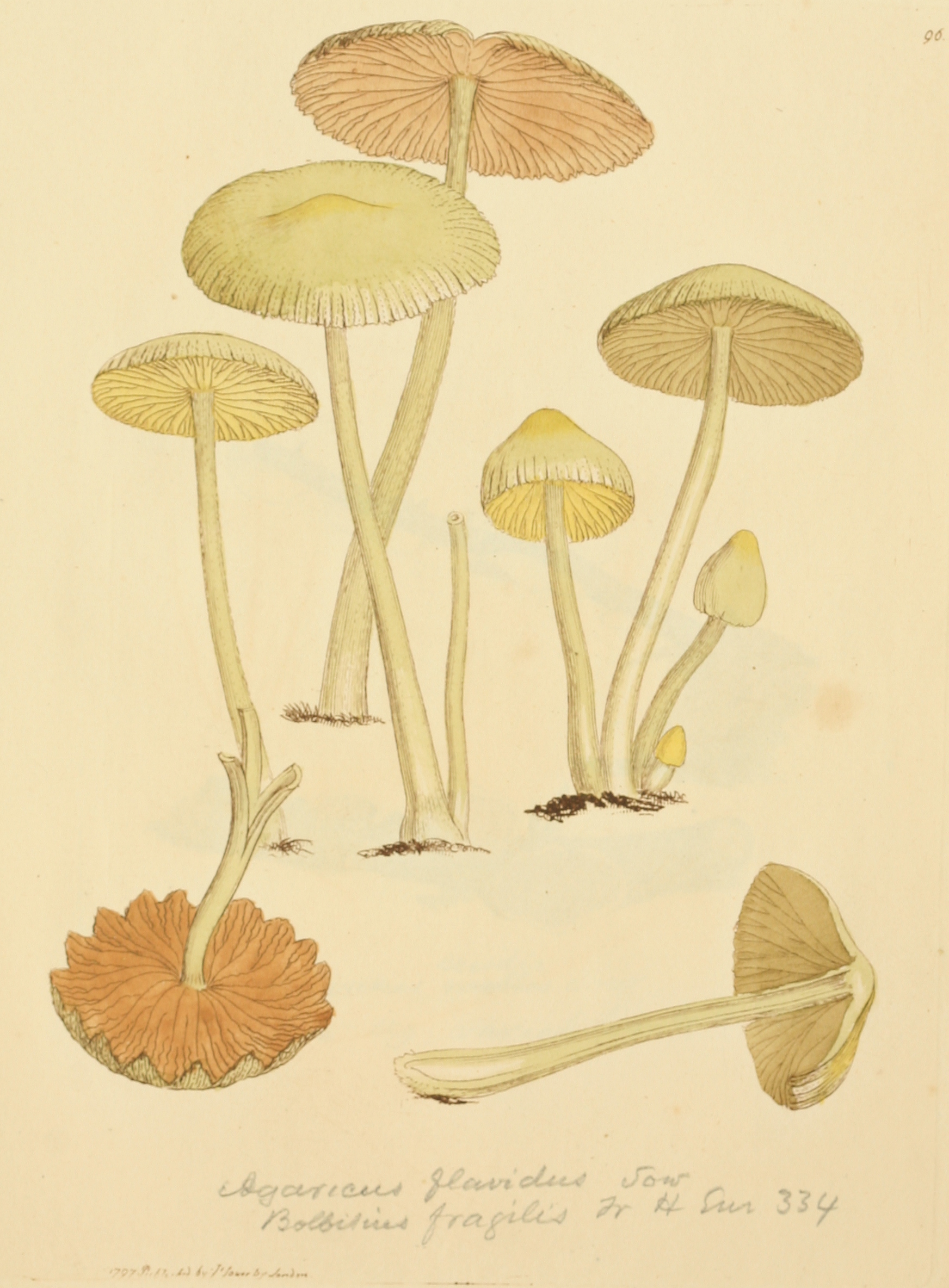

Nem ehető.    